# Windham (Nowy Jork)
Windham – miasto w Stanach Zjednoczonych, w stanie Nowy Jork, w górach Catskill. Według ostatniego spisu ludności miasto zamieszkuje 1660 osób. Windham leży w hrabstwie Greene, około 53 km na południowy zachód od Albany. Znajduje się tu ośrodek narciarski Windham Mountain Ski Resort.
Regularnie odbywają się tutaj zawody Pucharu Świata w kolarstwie górskim.